# Monte Cavallo (Fanesgruppe)
Der Monte Cavallo ist ein 2911 m s.l.m. hoher Berg in der Fanesgruppe an der Grenze zwischen der Provinz Südtirol und der Provinz Belluno. Er ist der südliche und höchste Gipfel der Dreiergruppe Monte Castello-Monte Casale-Monte Cavallo. Die Südtiroler Anteile des Bergs sind Teil des Naturparks Fanes-Sennes-Prags.

## Anstieg
Von der Lavarelahütte oder der Faneshütte Richtung Süden über das Limojoch vorbei am Limosee erreicht man die Große Fanesalm. Weiter südwärts auf dem Weg Nr. 17, der auch Teil des Dolomiten-Höhenwegs Nr. 1 ist, geht der Weg zwischen den Furcia Rossa-Spitzen zur linken und den Cime Ciampestrin zur rechten durch das Valun Blanch weiter bis zum Friedensbiwak (2760 m s.l.m.), das direkt im Schutze der steilen Felswände des Monte Castello errichtet wurde. Von hier aus geht es weiter, an den ehemaligen Schützengräben und dem Monte Casale vorbei zur Casalescharte (Forcella Casale oder auch Forcella de Cians). Von hier aus erreicht man nach einem kurzen Anstieg den Gipfel.
Alternativ ist der Gipfel auch aus südlicher Richtung über das Val Travenanzes zu erreichen, an dessen Südostseite sich das Massiv der Tofana emporhebt. Zuerst durch das Tal erreicht man wiederum den Weg Nr. 17, der zur Casalescharte hinauf führt.